# Keyport (New Jersey)
Pour les articles homonymes, voir Keyport.
Keyport est un borough du comté de Monmouth au New Jersey, aux États-Unis.